# Cirratulus revillagigedoensis
Cirratulus revillagigedoensis är en ringmaskart som beskrevs av Rioja 1961. Cirratulus revillagigedoensis ingår i släktet Cirratulus och familjen Cirratulidae. Inga underarter finns listade i Catalogue of Life.